# Michal Bílek
Michal Bílek är en tjeckisk fotbollstränare och tidigare fotbollsspelare.